# 超级银河战士
《超级银河战士》 是由任天堂開發第一部与Intelligent Systems合作开发，并由任天堂在超级任天堂平台发行的动作冒险游戏。本作是银河战士系列第三作，于1994年3月19日在日本发行。在北美地区于1994年4月18日发行。在欧洲和澳大利亚的发行时间为1994年7月28日。2007年，游戏以Virtual Console形式在Wii发行以及于2013年在Wii U发行。
《超级银河战士》的玩法侧重于探索，玩家通过找寻強化物品來抵达先前未能到达的地区。故事发生在《银河战士II 萨姆斯的回归》的事件之后，赏金猎人萨姆斯·艾仁來到泽贝斯行星，尝试奪回被星际海盗偷取的密特罗德幼體。本作的开发花费了两年时间，系列前作的开发人员——包括坂本賀勇、加纳诚和横井军平——都回归参与了本作的开发。本游戏使用了24MB卡带，是当时超级任天堂发行容量最大的游戏。
《超级银河战士》好评如潮，被评论家认为是当时最好的游戏之一。这个归功于游戏中的气氛、玩法、音频、电影元素和图像。尽管游戏受到正面的评价，游戏在日本销售不尽如人意，但是在北美和欧洲地区，游戏销售较为不错。任天堂在本游戏发行一年后，将它归为玩家推荐的市场标签。《超级银河战士》在喜欢竞速类的玩家中受到欢迎，它的玩法和设计也影响了其他游戏，如《Shadow Complex》和《公理边缘》。游戏的后续作品为2002年发行的《银河战士 融合》和《银河战士Prime》，这两款作品的发行结束了整个系列8年的沉寂。自2007年，《超级银河战士》在Wii、Wii U和新任天堂3DS上的Virtual Console发行。

## 游戏
《超级银河战士》是一款2D横向卷轴动作冒险游戏。故事主要发生在虚构的泽贝斯行星。泽贝斯是一个巨大的开放式的世界，各个地区由门和电梯连接。玩家操作萨姆斯·艾仁在行星上搜寻被宇宙海盗首领利德雷偷取的密特罗德。萨姆斯具有跑、跳、蹲和向八个方向射击的能力。她同样能够执行其他动作，如沿着墙跳跃和从一个墙至另一个墙快速抵达更高的地区。得名自同名舞步的“月球漫步”能力能让萨姆斯一边射击（或是为武器蓄能）一边后退。
在整个游戏过程中，玩家需要收集強化物品，从而增强萨姆斯的武器和装备，或是让萨姆斯获得特殊能力，抵达先前未能到达的区域。萨姆斯可以使用变形能力蜷成一个球，进入较为狭窄的地方放置炸弹。弹簧球可以让她在变形球状态下跳跃。加速器能够增加跑步速度，并且能够冲破障碍物和敌人。连跳能力能让萨姆斯在空中连续跳跃。电光索可用于荡过开阔区域。X光线可以让萨姆斯看见位于隐藏墙壁和其他表面之后的物品。本作还增加了装备界面，玩家可以在此启用或禁用武器和能力，或者合并萨姆斯的光束武器。
《银河战士II 萨姆斯的回归》中的保存系统也在本作回归。玩家可以在星球上的任意保存点存储或者开始游戏。玩家也可以在萨姆斯的舰艇中储存游戏，同时补满萨姆斯的生命值和弹药。《超级银河战士》有三个结局，分别对应萨姆斯在结局时的不同着装。具体结局取决于玩家的通关时间，达成最佳结局的条件是在3小时内通关游戏。

## 情节
《超級銀河戰士》發生在《银河战士II 萨姆斯的回归》之後，遊戲一開始於賞金獵人薩姆斯的敘述。介紹了她在任務中見到密特羅德的最後一個蛋孵化成幼體。由於印痕作用，幼體立即把薩姆斯當作自己的母親並一起經歷了冒險。任務結束後，她帶領著幼體來到穀神星太空站（Ceres space colony），那邊的科學家認為能夠利用幼體的能量進行各種科學研究。之後薩姆斯便離開了太空殖民地，但她不久就收到了該處的求救信號並啟程返回。回到殖民地發現所有的科學家都被殺害了，而幼體被黑暗中出現的宇宙海盜利德雷劫走。薩姆斯在逃出即將爆炸的太空站，隨即追踪他們到了澤貝斯行星。薩姆斯發現宇宙海盜重建並擴大了他們在澤貝斯星球的基地，被盜取的幼體即被藏在該星球錯綜複雜的巢穴中。
一路上，薩姆斯收集了鳥人科技強力的裝備及彈藥，使她可以在水中行動自如或是通過炎熱地區。在探索過程中，她遇到了會提示特殊動作的生物「达丘拉」和「艾特库」。薩姆斯一一擊敗了四個宇宙海盜頭目：克雷德、Phantoon、Draygon和利德雷，并摧毀了他們的金色雕像。薩姆斯最终抵達宇宙海盜基地的核心地點「泰利昂」，见到了密特羅德幼體。但因為星球上豐富的生命體，幼體大量的吸取能量並快速成長。在幼體貪婪吸食敵人能量時沒有認出眼前的薩姆斯，它接續撲向薩姆斯並將她的能量吸取到幾乎枯竭。在最後一瞬間終於發現眼前的賞金獵人就是自己的母親，它停了下來，發出幼小時的吱吱聲，感到不知所措與愧疚並逃離了現場。
薩姆斯爬起來並重新恢復了能量，為了追上幼體而繼續前進，並與控制基地的生物體母腦進行最終BOSS戰鬥。在母腦的雷射即將殺死薩姆斯的關鍵時刻，密特羅德幼體及時出現衝向母腦並攻擊了它。幼體大量吸收母腦的能量將其導致乾枯不能動彈，隨後將能量傳輸回薩姆斯身上進行補充。但在幼體幫助薩姆斯恢復能量時，母腦也同時自我恢復並站起來發起報復攻擊。幼體不願從薩姆斯身上離開直到能量補充完畢，它筋疲力盡，用最後一口氣衝向母腦卻被無情的摧毀了。它的生命餘燼灑落在薩姆斯身上，使她感受到前所未有的終極能量，薩姆斯帶著強大能量與母親的憤怒將母腦以Hyper光束完全摧毀。
在母腦的身體粉碎成灰燼後，整個星球開始進行自我摧毀倒數，薩姆斯必須在計時結束前逃離星球。如果玩家在撤離時有順道去營救了之前遇見的达丘拉和艾特库，遊戲最後會顯示他們搭乘了小飛船逃離星球。

## 开发

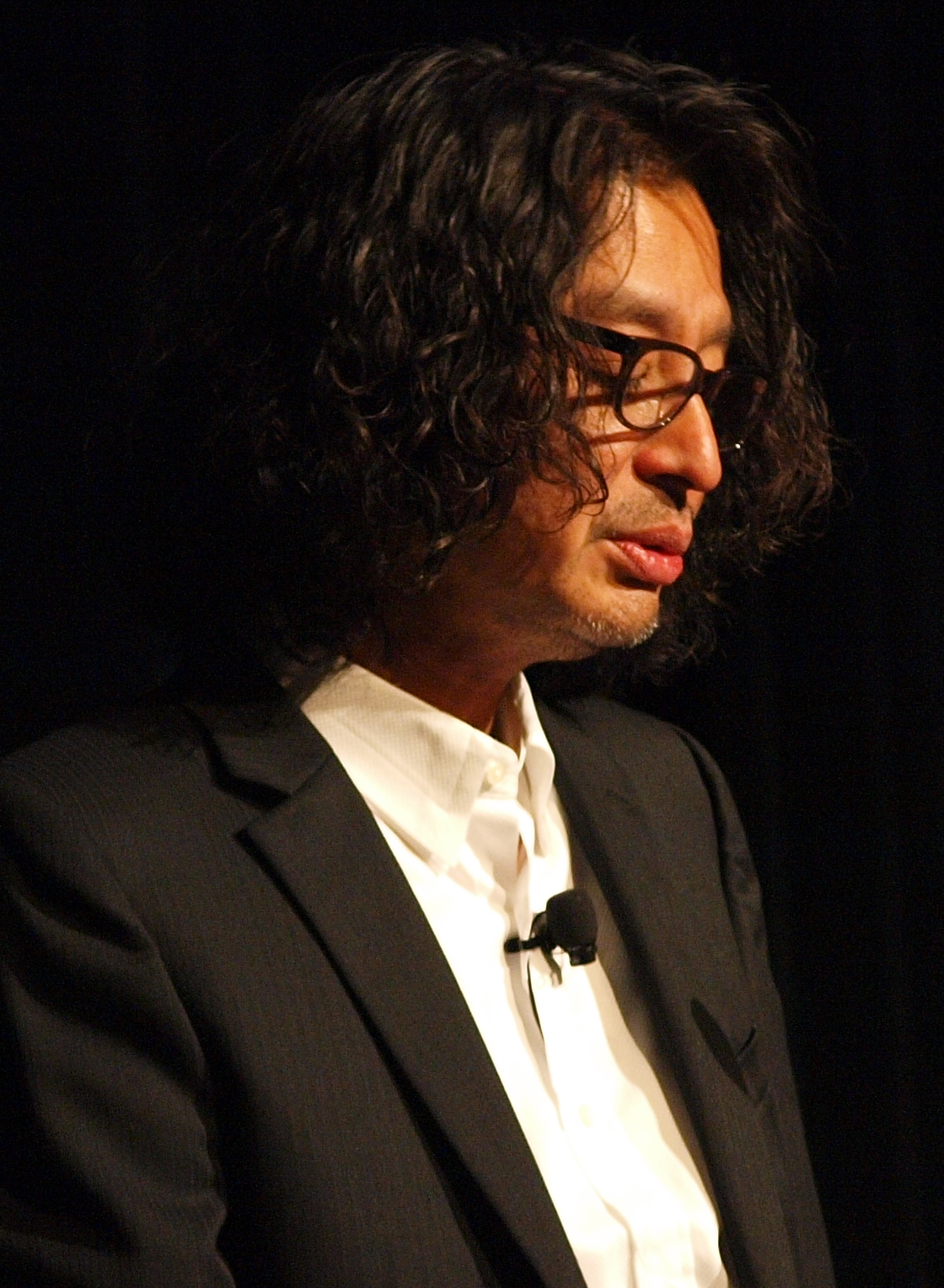
超级银河战士监督坂本贺勇在2010年游戏开发者大会上。

《超级银河战士》由任天堂开发第一部开发， 开发团队拥有由横井军平管理的十五名员工。游戏的总监和编剧由坂本贺勇一人担当，制作人则是加纳诚。 曾与任天堂开发第一部合作开发初代银河战士的Intelligent Systems负责本作程序部分的工作。 本作与初代银河战士相隔近十年之久，花了半年左右才让初步的理念得到批准，游戏自身又花了两年以上才开发完成。当被问及为何游戏开发耗时如此之久时，坂本贺勇回答：“我们想等到人们需要一个真正的动作游戏的时候……也想为萨姆斯的再登场奠定基础。”以前探访过的地区也被加入了《超级银河战士》之中，以增加熟悉的亲切感来满足前作玩家们。
开发者的主要目标是让本作成为“一个好的动作游戏”。他们希望游戏拥有一个大型地图，但是发现很难组织图形数据的量。随后他们提出了一些想法，决定把游戏拆分成许多小冒险。在《超级银河战士》中，新的武器被加入了银河战士系列，包括电光索，用来将激光束锁定在天花板上。本作是系列首次能让萨姆斯在移动中向各个方向射击，也是第一个为玩家提供方便的地图的开放世界游戏。地图功能可显示空间的轮廓，重要空间的位置和特殊物品点。
在游戏将要发行前，刚设立了一个名为“娱乐软件分级委员会”的自我管理组织。该组织为应对游戏中不断增长的暴力行为（如1992年的《真人快打》游戏）而设立。当被问及是否认为近期对游戏暴力的争议会引起负面反应时，坂本贺勇回答：“我们认为游戏中没有太多的暴力。”以萨姆斯为例，他解释说她的目的是维护银河系的和平，宣称“这不是为了暴力而暴力”。 本作在1994年冬季消费电子展中出展，并被《GamePro》评选为最佳SNES游戏。 《超级银河战士》的卡带拥有24M ROM，是发行当时最大容量的超级任天堂游戏。

### 音乐
《超级银河战士》的音乐由山本健誌和滨野美奈子作曲。 与前作相比，游戏采用16位音乐。 根据山本的叙述，游戏的主题曲是由他在驾驶摩托车前往工作时所哼唱出来。他将音乐分成三个部分：构成声音程序，创建声音效果和演奏游戏内建的音乐。这些部分允许他在拥有着声音程序和声音创造者的耳朵以及抵达创作者的方法和理论下，制作清晰的银河战士音乐。游戏的音乐也曾用在银河战士Prime和它的续篇。因为山本想要满足老的银河战士游戏迷。这个好像是一份给予他们的礼物。
《超级银河战士: Sound in Action》（Sūpā Metoroido Saundo in Akushon）专辑于1994年6月22日在日本发行。由索尼唱片公司以序列号SRCL-2920发行。里面的音乐为来自银河战士和超级银河战士，以及四个重新制作的超级银河战士音轨。

### 发行
超级银河战士由任天堂发行。日本地区的发行时间为1994年3月19日。北美地区的发行时间为1994年4月18日。欧洲地区的发行时间为1994年7月28日。 在日本地区，本游戏可以通过任天堂力量进行下载 之后于2007年，本游戏通过Virtual Console在Wii发行。其中北美地区的时间为8月20日， 日本地区为9月20日， 欧洲地区为10月12日。 
同《任天堂明星大乱斗X》一样，超级银河战士也是在“Masterpieces”中的一个试发行游戏。它们在时间限制的情况下使用了Virtual Console技术来模拟曾经发行的游戏。 《超级银河战士》于2013年5月15日在Wii U的Virtual Console发行。本游戏在Wii U Virtual Console试发行版本中以优惠价发行，在2013年6月13日转变成为普通价格。 拥有Wii Virtual Console版本的玩家可以在Wii U Virtual Console版本以折扣价格购买。

## 评价
《超级银河战士》得到广泛好评，从Game Rankings收到95.50%的分数。它成为该网站中史上第七位最高得分。 当游戏在日本地区推出时，GamesRadar的Andy Robinson指出它的发行是“在一个错误的时间和一个错误的地点”。在1994年与其它更为商业化流行游戏如《超级大金刚》竞争，并且随着PlayStation和世嘉土星游戏平台的推出，《超级银河战士》在日本的销售不尽人意。 在任天堂的强劲带动下，《超级银河战士》在北美和日本地区销售较好。在发行一年之后，任天堂将它列为玩家推荐的市场标签。
电子游戏杂志Game Players的Chris Slate非常欣赏《超级银河战士》，称它“轻易的达到了大家的高度期望”。他对任天堂混合各种游戏玩法与最先进的图像和声音感到非常满意。Slate发现新加的自动地图功能是玩家需要的，他说这个是唯一一个初代《银河战士》需要的功能。纵观Slate的评价，“动作游戏迷们无法接受没有《超级银河战士》存在。就算在你完成游戏之后，你仍然想要一遍又一遍玩。” 《任天堂力量》提到本游戏可以称为迄今最好的动作冒险游戏，称它为“未来的潮流”。他们赞赏了游戏的图像、声音和控制，同时他们唯一的负面评价是“只有100M位元的银河战士显得不够 《电子游戏月刊》给与《超级银河战士》他们“月度游戏”的荣誉，将他受欢迎程度与初代《银河战士》相比，并且为图像、众多可以使用武器和栏目和音乐鼓掌。四个评论者都给与本游戏9/10分的评价。《GamePro》批评指出控制常常令人感到尴尬或者困难，许多能量块不是从其他超级任天堂游戏照搬过来或者就是从其他游戏的能量块简单升级。但是他们却表扬了游戏的巨大规模，并且具有自动地图功能。他们说它“使一个可能令人沮丧的游戏能够为更多人所接受”。GamesRadar的Andy Robinson非常满意游戏的“惊人的”配乐，表扬它是“有史以来最好的电子游戏配乐之一”。
前英国电子游戏发行商《Super Play》中有三个编辑评论了此游戏，他们都很欣赏。杂志编辑Zy Nicholson点评到这个游戏比他喜欢的《洛克人X》还要好。他描绘《超级银河战士》为游戏之外更是一个体验。在与1986年电影《異形2》比较时，Nicholson感到在黑暗里玩此游戏，并且将声音开大。这个游戏是他体验最深的游戏。他发现玩此游戏使他废寝忘食。该刊物的Tony Mott将游戏的气氛评为最好的方面，称游戏是《Turrican》 （1990年）、《Aliens》、《Exile》 （1989年）和《Nodes of Yesod》 （1985年）的混合物。在赞赏游戏控制的同时，Mott表扬了任天堂具有创建一个重新定义情节的能力。他以称《超级银河战士》是他在这一年见过最好的游戏作为对他的评价的归纳。他预测任何人玩过这个游戏将会注定成为经典。第三个评论者James Leach同意Nicholson和Mott对于《超级银河战士》是《洛克人X》应该有的观点。对于他的评价，Leach写到《超级银河战士》包含他要寻找的游戏的任何元素，“我们喜欢这个游戏”。《超级银河战士》是绝对的奇妙并且你值得拥有。
IGN称Virtual Console版《超级银河战士》是一个「必须拥有」的游戏，并评论说，尽管游戏是在Wii推出九个月后才发布的，但他们认为这一等待是值得的。对于从未玩过《超级银河战士》的玩家，IGN声称他们亏欠了自己，“最终发现自己在这么多年来一直错过了什么”。 在GameSpot的评价中，弗兰克·普罗沃发现「绝对令人吃惊的是，任天堂花了13年才使《超级银河战士》再次可以便捷地得到」，但他认为最重要的事情是，玩家「现在能够游玩这个杰作，而不用追寻原先的超级任天堂卡带或者摸索有法律问题的模拟器」。尽管承认Virtual Console版本质上「只是一个13年前的的超级任天堂游戏的模拟版本」而不是一款前沿的作品，普罗沃仍然对此感到满意并且重申了他的信念，即《超级银河战士》是「有史以来最好的2D动作冒险游戏之一」。

### 奖项和荣誉
《超级银河战士》收到多个奖项和荣誉。电子游戏月刊将它评为1994年5月最佳游戏，并给予它编辑选择奖。此外还授予它为1994年最佳动作类游戏，并称它为2003年长期最佳游戏。 在IGN年度最佳长期100大游戏中，《超级银河战士》分别排名第三位（2003年） 第10位（2005年）， 第4位（2006年）， 第7为（2007年）。 《GamePro》将超级银河战士列为Wii必玩15大复古游戏之一。 《超级银河战士》被列为《GamesRadar》长期超级任天堂最佳游戏第一位，击败了第二位《时空之轮》和第三位《塞尔达传说 众神的三角力量》。 《超级银河战士》同样被ScrewAttack命名为长期最佳游戏，击败第二位《塞尔达传说 众神的三角力量》和第三位《最终幻想VI》。 经典游戏室的CGR Undertow系列同样也将《超级银河战士》列为长期最佳游戏，击败了第二位《塞尔达传说 众神的三角力量》和第三位《超級瑪利歐世界》。 《任天堂力量》将《超级银河战士》列为银河战士系列最佳一作，击败了第二位《银河战士Prime》和第三位《银河战士 零点任务》

## 影响
在《超级银河战士》发行之后的八年内，没有新的后续系列游戏发行。银河战士系列再也没有取得与瑪利歐系列和薩爾達傳說系列同样成就。制作前两作银河战士的横井军平在Virtual Boy銷售慘淡失败之后，离开了任天堂公司。并且于1997年在一场车祸中去世。 在本系列的间断期，游戏迷们期望能有一款N64的银河战士游戏。 坂本曾考虑制作一版N64的游戏，但没有引起兴趣，主要是因为N64的控制手柄。任天堂寻求其它公司能够制作N64的银河战士游戏，但此提议被否决。由于制作方认为他们无法制作一款与超级银河战士同样高度的作品。 宫本茂认为任天堂无法在N64出现具体的想法。 超级银河战士的合作伙伴Intelligent Systems考虑在Game Boy Color继续创作一款系列游戏，但是由于手持设备的技术局限，想法被搁浅。
2002年，任天堂在GameCube和Game Boy Advance发行了两款新的银河战士系列游戏，分别为《银河战士Prime》和《银河战士 融合》，此举标志着本系列游戏在八年间断后重新出现。《银河战士Prime》是第一款3D游戏，由Retro Studios制作，它是一个在得克萨斯州奥斯汀新成立的第二方游戏制作公司。《Prime》是一个以第一人称视角的动作探险类游戏，变成变形球后会转为第三人称。《银河战士 融合》是一个2D横向卷轴游戏，由同样先前制作《超级银河战士》的任天堂开发一部制作，在视觉上与融合具有相似之处。它的剧情、屏幕视角以及控制都模仿《超级银河战士》，但由于此作注重故事情节，融合与先前的银河战士作品相比，更以线性方式展现， 此作更是第一款具有动画剪辑场景的2D银河战士。游戏的故事是通过文字和视觉的特写镜头展现。《Prime》和《融合》收到多方评价，并且与前作赢得多个年度大奖。在《银河战士 Prime》之后，三个第一人称游戏以及一个弹珠台游戏发行，其中包括它的后作《银河战士Prime 2 黑暗回音》。
由于《超级银河战士》按照完成游戏的时长给予玩家奖励，所以它成为了挑战快速通关的一个人气之选。在这种玩法下，玩家们之间竞争谁能更快通关。《超级银河战士》和科乐美1997年发行的《惡魔城X 月下夜想曲》奠定了“银河战士恶魔城”这一游戏类型。本作给予了其他银河战士恶魔城游戏启发，例如《Shadow Complex》、 《The Swapper》、 和《Axiom Verge》。游戏爱好者们还发布了几个自制的破解版超级银河战士ROM，里面包含了一些原游戏没有的新功能。由drewseph在2006年制作的《超级银河战士 Redesign》以新的道具，更大的探索区域和改良的物理引擎为特色。 2011年，一位名为SB的日本黑客发布了一个名为《银河战士：超级零点任务》的破解ROM，它意图将《超级银河战士》与后来发布的《银河战士：零点任务》的元素结合到一起。

### 备注
1. ↑  The opening cutscene alternatively refers to the game as Metroid 3.[3]

### 角注
1. 1 2 3 4  .  . Ape, Inc.; Nintendo Co., Ltd. : 90–95. ISBN 4-09-102474-2 （日语）.
2. 1 2  Green, Andy. . Nintendo Life. 2013-01-26  [2013-02-03]. （原始内容存档于2015-05-11）.
3. ↑  Nintendo R&D1, Intelligent Systems.  SNES. Nintendo of America, Inc. 1994-04-18. Opening. 1994 / NINTENDO / PRESENTS / METROID 3
4. 1 2 3  . Game Rankings.   [2009-01-05]. （原始内容存档于2021-01-28）.
5. 1 2 3  Webster, Andrew. . Ars Technica. Condé Nast Digital. 2010-07-14  [2015-06-09]. （原始内容存档于2015-06-09）.
6. 1 2  . . Nintendo of America, Inc. 1994-04-18: 18–19. SNS-RI-USA.
7. 1 2  . . Nintendo of America, Inc. 1994-04-18: 2–5. SNS-RI-USA.
8. ↑  Pelland, Scott; Swan, Leslie; Bafus, Jeff. . . Nintendo of America, Inc. 1994: 8–9.
9. 1 2  Pelland, Scott; Swan, Leslie; Bafus, Jeff. . . Nintendo of America, Inc. 1994: 12–13.
10. 1 2  . . Nintendo of America, Inc. 1994-04-18: 20–25. SNS-RI-USA.
11. ↑  Pelland, Scott; Swan, Leslie; Bafus, Jeff. . . Nintendo of America, Inc. 1994: 10–11.
12. ↑  Pelland, Scott; Swan, Leslie; Bafus, Jeff. . . Nintendo of America, Inc. 1994: 6–7.
13. ↑  . . Nintendo of America, Inc. 1994-04-18: 16. SNS-RI-USA.
14. 1 2  Pelland, Scott; Swan, Leslie; Bafus, Jeff. . . Nintendo of America, Inc. 1994: 119.
15. 1 2   (Flash video). GameTrailers. 2007-06-06  [2012-12-06]. （原始内容存档于2015-09-24）.
16. 1 2  Harris, John. . Gamasutra: 5. 2007-09-26  [2009-01-09]. （原始内容存档于2015-05-11）.
17. 1 2 3 4 5  . Game Players. May 1994, 7 (5): 18–20.
18. 1 2 3 4 5 6 7 8 9 10 11  Robinson, Andy. . GamesRadar. 2007-10-23  [2011-03-19]. （原始内容存档于2015-05-11）.
19. ↑  Nutt, Christian. . Gamasutra. United Business Media LLC. 2010-04-23  [2015-03-21]. （原始内容存档于2015-05-11）.
20. ↑  . GameSpot. CBS Interactive. 2004-03-07  [2009-01-05]. （原始内容存档于2015-05-11）.
21. ↑  . GamePro (57) (IDG). April 1994: 74–81.
22. ↑  Kent, Steven L. . The Seattle Times. 1994-05-05  [2009-02-19]. （原始内容存档于2015-04-05）.
23. ↑  Parish, Jeremy. . USGamer. Gamer Network. 2014-02-13  [2015-02-19]. （原始内容存档于2015-05-11）.
24. 1 2 3  . SoundtrackCentral.com.   [2015-02-19]. （原始内容存档于2020-12-14）.
25. 1 2 3  Super Metroid: Sound In Action在Allmusic上的頁面. [2015-01-16].
26. ↑  Aversa, Jillian. . GamesRadar. 2007-10-23  [2011-03-19]. （原始内容存档于2015-05-11）.
27. ↑  M4G Staff. . music4games. 2007-10-05  [2015-01-16]. （原始内容存档于2008-03-15）.
28. ↑  . Famitsu. Kadokawa Corporation.   [2015-02-19]. （原始内容存档于2015-05-11） （日语）.
29. 1 2 3  Rodriguez, Steven. . Nintendo World Report. 2007-08-21  [2009-01-05]. （原始内容存档于2015-05-11）.
30. ↑  . GameFAQs. CBS Interactive.   [2014-05-19]. （原始内容存档于2016-12-06）.
31. ↑  . Nintendo.   [2015-05-18]. （原始内容存档于2007-02-19） （日语）.
32. ↑  Lindemann, Jon. . Nintendo World Report. 2007-08-10  [2015-02-19]. （原始内容存档于2015-05-11）.
33. ↑  . Nintendo.   [2015-02-19]. （原始内容存档于2015-05-11） （日语）.
34. ↑  . Nintendo of Europe.   [2015-02-19]. （原始内容存档于2015-05-11）.
35. ↑  Sakurai, Masahiro. . Smash Bros. Dojo!!. 2008-01-25  [2013-04-17]. （原始内容存档于2015-05-11）.
36. ↑  . Nintendo of America.   [2014-05-19]. （原始内容存档于2015-05-11）.
37. ↑  Goldfarb, Andrew. . IGN. 2013-01-23  [2013-01-23]. （原始内容存档于2015-05-11）.
38. 1 2 3  . Electronic Gaming Monthly (60) (EGM Media, LLC). July 1994: 28.
39. 1 2  Provo, Frank. . GameSpot. 2007-08-27  [2009-02-15]. （原始内容存档于2009-02-12）.
40. 1 2  Thomas, Lucas M. . IGN. 2007-08-20  [2009-02-15]. （原始内容存档于2015-05-11）.
41. 1 2  . Nintendo Power. May 1994, (60): 102.
42. 1 2  . Game Players. May 1994, 7 (5): 30.
43. 1 2  . Super Play. June 1994, (20): 37–38.
44. ↑  . GamePro (59) (IDG). June 1994: 56–57.
45. ↑  . Electronic Gaming Monthly. 1995.
46. ↑  . Electronic Gaming Monthly. 2003  [2009-01-05]. （原始内容存档于2003-06-11）.
47. ↑  . IGN. 2003  [2009-01-05]. （原始内容存档于2015-05-11）.
48. ↑  . IGN. 2005  [2009-01-05]. （原始内容存档于2015-05-11）.
49. ↑  . IGN.   [2009-01-05]. （原始内容存档于2015-05-11）.
50. ↑  . IGN. 2007  [2009-01-05]. （原始内容存档于2015-05-11）.
51. ↑  Mike, Major. . GamePro. 2006-07-11  [2009-01-05]. （原始内容存档于2008-10-16）.
52. ↑  GamesRadar staff. . GamesRadar. 2012-04-17  [2013-01-16]. （原始内容存档于2015-05-11）.
53. ↑  Craig Skistimas. . ScrewAttack. 2011-08-15  [2013-01-31]. （原始内容存档于2012-11-23）.
54. ↑  Classic Game Room's Derek and Kevin. . Classic Game Room. 2011-09-10  [2013-02-05]. （原始内容存档于2020-06-30）.
55. ↑  Nintendo Power staff. . Nintendo Power. October 2010, 259: 73.
56. 1 2 3 4 5 6  Rus McLaughlin. . IGN. Ziff Davis. 2007-08-24  [2008-02-17]. （原始内容存档于2015-05-11）.
57. ↑  Varney, Allen. . The Escapist. Defy Media: 3. 2007-03-06  [2014-12-31]. （原始内容存档于2015-05-11）.
58. ↑  . IGN. Ziff Davis. 1997-10-07  [2014-12-31]. （原始内容存档于2015-05-11）.
59. ↑  . GamesTM. 2010-09-14  [2013-12-31]. （原始内容存档于2018-11-27）.
60. 1 2  . IGN. Ziff Davis. 2002-11-15  [2008-02-20]. （原始内容存档于2015-05-11）.
61. ↑  Padilla, Raymond. . GameSpy. 2002-11-12  [2012-10-05]. （原始内容存档于2004-12-17）.
62. ↑  IGN Staff. . IGN. Ziff Davis. 2001-02-23  [2011-07-25]. （原始内容存档于2015-05-11）.
63. ↑  Kasavin, Greg. . GameSpot. CBS Interactive. 2002-11-15  [2014-01-19]. （原始内容存档于2015-05-11）.
64. 1 2 3  Harris, Craig. . IGN. Ziff Davis. 2002-08-22  [2009-01-04]. （原始内容存档于2015-05-11）.
65. ↑  Lake, Max. . Nintendo World Report. 2002-08-26  [2009-01-04]. （原始内容存档于2015-05-11）.
66. ↑  . GameSpy. 2004-08-04  [2010-07-31]. （原始内容存档于2015-05-11）.
67. ↑  Totilo, Stephen. . MTV News. Viacom International. 2005-06-14  [2009-01-05]. （原始内容存档于2015-05-11）.
68. ↑  . Gamasutra. 2015-02-23  [2015-03-25]. （原始内容存档于2015-03-18）.
69. ↑  Nutt, Christian. . Gamasutra. 2015-02-13  [2015-03-23]. （原始内容存档于2015-05-11）.
70. ↑  Nutt, Christan. . Gamasutra. 2009-08-28  [2009-08-28]. （原始内容存档于2015-05-11）.
71. ↑  Sliva, Marty. . IGN. Ziff Davis. 2013-03-25  [2014-12-31]. （原始内容存档于2015-05-11）.
72. ↑  McShea, Tom. . USGamer. Gamer Network. 2014-09-19  [2015-02-21]. （原始内容存档于2015-05-11）.
73. 1 2 3  Earl, Victoria. . Gamasutra: 4. 2013-07-27  [2015-03-23]. （原始内容存档于2015-05-11）.
74. ↑  Edwards, Benj. . Vintage Computers and Gaming. 2006-09-05  [2015-03-23]. （原始内容存档于2015-05-11）.
75. ↑  Edwards, Benj. . PC Magazine. Ziff Davis. 2012-02-03  [2015-03-23]. （原始内容存档于2016-01-16）.